# هوادار ژان
هوادار ژان (انگلیسی: L'éventail de Jeanne) نام باله ای برای کودکان است که ۱۰ نفر از موسیقیدانان فرانسوی آن را تصنیف کرده‌اند.